# Gare de La Boissière
La gare de La Boissière est une ancienne gare ferroviaire française de la ligne de Rosporden à Concarneau située au lieu-dit La Boissière, quartier de Beuzec-Conq, sur le territoire de la commune de Concarneau, dans le département du Finistère en région Bretagne.
C'est une halte voyageurs mise en service en 1883 par la Compagnie du chemin de fer de Paris à Orléans (PO) et fermée en 1959 par la Société nationale des chemins de fer français (SNCF).
Depuis la fin mai 2016, l'ancienne halte est située sur la voie verte de Roscoff à Concarneau (véloroute V7).

## Situation ferroviaire
Établie à 82 mètres d'altitude, la halte de La Boissière est située au point kilométrique (PK) 673,424 de la ligne de Rosporden à Concarneau (voie unique) entre les gares de Rosporden et de Concarneau.

## Histoire
La halte de La Boissière est mise en service le 30 juin 1883 par la Compagnie du chemin de fer de Paris à Orléans (PO), lorsqu'elle ouvre à l'exploitation l'embranchement de Rosporden à Concarneau de sa ligne de Savenay à Landerneau,. La halte est établie au lieu-dit La Boissière sur la commune de Beuzec-Conq, ses installations ont été réalisées par l'État qui a construit la ligne avant de la céder à la Compagnie du PO.
Durant la saison d'hiver 1936-1937, la halte est desservie quotidiennement par quatre trains de la relation Rosporden-Concarneau et cinq pour la relation Concarneau-Rosporden.
Le service des voyageurs est une première fois officiellement fermé le 6 février 1939, dans le cadre des mesures de coordination. Du fait de la Deuxième Guerre mondiale ce trafic est rétabli de septembre à décembre 1939 puis rouvert le 6 octobre 1941. L'importance du nombre de voyageurs empruntant la halte entraine l'annulation des mesures de coordination de la ligne.
La fermeture définitive du service des voyageurs a lieu le 4 octobre 1959, avec un transfert routier assuré par des autobus.

Site de l'ancienne halte en 2010
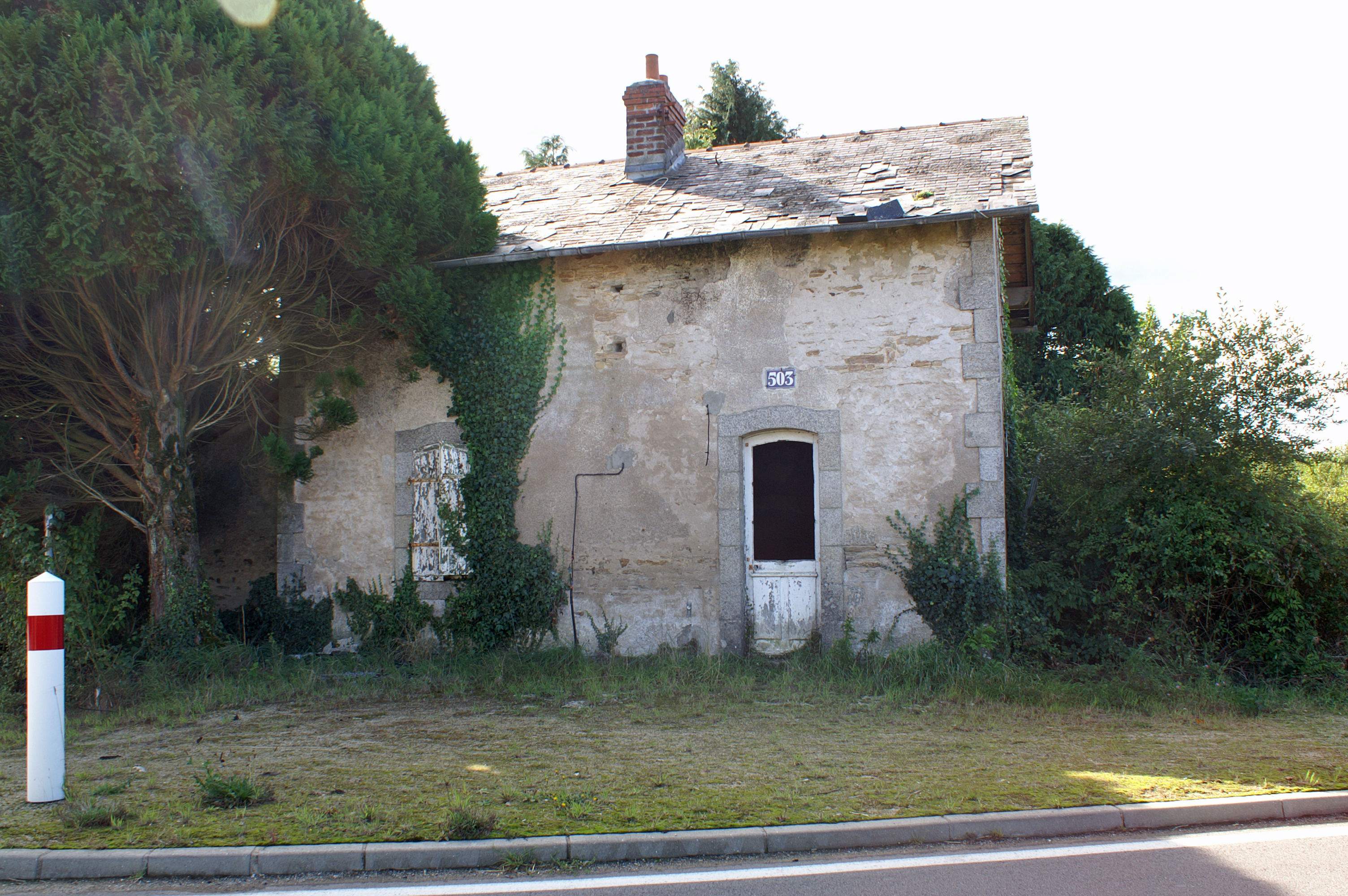
Ancien bâtiment.
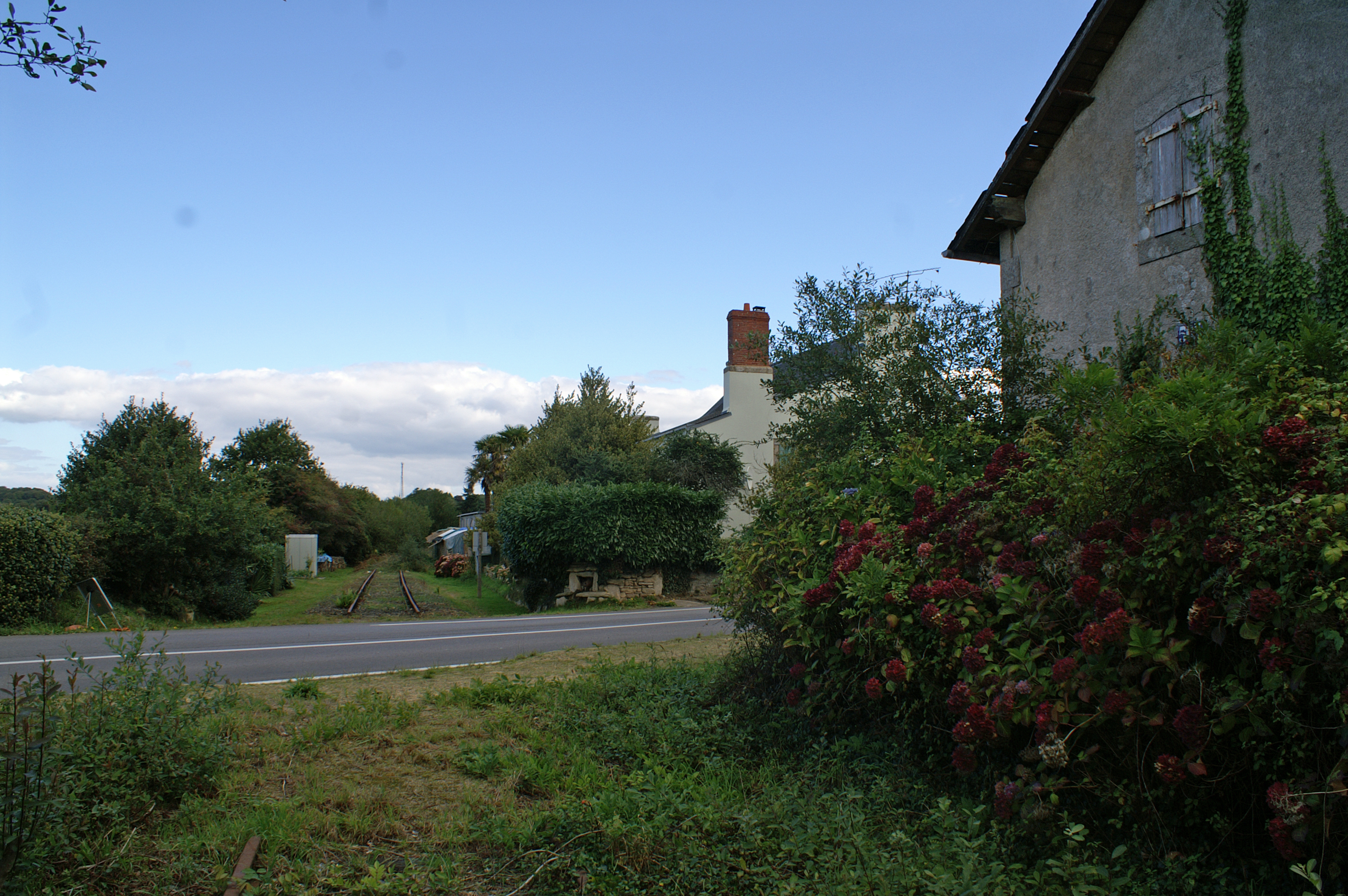
Restes de la voie.

## Patrimoine ferroviaire
L'ancien bâtiment de la halte est toujours présent et a été transformé en commerce. La plateforme a été fermée au service ferroviaire et les rails ont été déposés après la signature d'une convention de transfert de gestion avec SNCF Réseau qui reste propriétaire de l'emprise. Cette solution a permis la réaffectation de la section de Coat Conq à Concarneau en voie verte, tronçon de la voie de Roscoff à Concarneau (véloroute V7). L'inauguration a lieu le dernier week-end du mois de mai 2016,.